# シルビオ・クロル

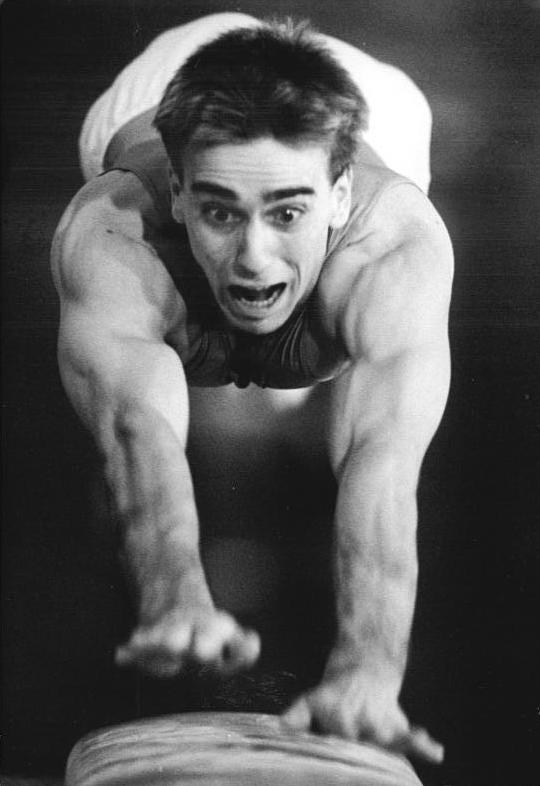
Sylvio Kroll, 1989

シルビオ・クロル（Sylvio Kroll, 1965年4月29日 - ）は旧東ドイツの男子体操競技選手である。

## 主な成績
- 1985年モントリオール世界体操選手権団体総合3位、個人総合3位
- 1987年ロッテルダム世界体操選手権団体総合3位、個人総合4位、種目別跳馬優勝
- 1988年ソウルオリンピック団体総合銀メダル、種目別跳馬銀メダル
- 1989年シュトゥットガルト世界体操選手権団体総合2位、種目別跳馬2位
- 1991年インディアナポリス世界体操選手権団体総合3位

## プロフィール
- 1980年代中盤～1990年代前半にかけて東ドイツの中心選手として活躍した。
- 種目別の跳馬を最も得意としていたが、オールラウンダーとしての側面を持っており、1991年インディアナポリス世界体操選手権では種目別ですべて予選で8位以内入り、全種目（8種目）に出場した。
- 現在はシュトゥットガルトのオリンピック支部長。ユーロスポーツのオリンピック・世界選手権の中継の解説者でもある。
- 2007年まで出身地・コトブスで行なわれる国際競技会のディレクターを務めていた。
- 1989年に看護士のベアトリクスと結婚。
- 長女のリーザはトランポリン選手。
- 長男のルーカスも体操選手。ドイツのインタビュアーが父親と同じ様にメダリストを目指すのかと聞かれたら「母親に相談します」と答えた。